# 静岡おだっくい祭り
静岡おだっくい祭り（しずおかおだっくいまつり）は、静岡県静岡市で毎年9月に開催されていた、よさこい祭り（YOSAKOI）スタイルの祭り

## 概要
テーマは、「わがまちの元気、発信。」。「踊りによる地元自慢大会」を目指し、2003年から開催されている。「おだっくい」とは静岡県中部地区の方言で「お調子者」の意。会場は駿府城公園をメイン会場とし、エスパルスドリームプラザ、歩行者天国となっている静岡市中心市街地等が会場として使用される(後述)。
2012年9月15日、9月16日に開催された第10回大会をもって終了、実行委員会も解散した。
2013年、「静岡おだっくい祭り」の実質的な後継イベントと位置づけられる「ざぁ静岡 はぐしゃれ夢まつり」が開催された。同年9月14日、9月15日の二日間を予定していたが、初日は雨の中開催されたものの、二日目は台風の接近により中止、一日のみの開催となった。しかしその後は「ざぁ静岡 はぐしゃれ夢まつり」としては一切開催されておらず、新東名高速道路のサービスエリア等での小規模なよさこいイベントの開催程度に留まり、その後は開催されることも無く
､結局僅か一回のみの開催に終わった。
「ざぁ静岡 はぐしゃれ夢まつり」の実行委員会自体は2017年現在も存続しており、活動を継続しているが、その後は単独のイベントとしての「ざぁ静岡～」の再開に向けた動きも無く、「静岡おだっくい祭り」共々ホームページも閉鎖されている。
同イベントの開催に当たっては、静岡まつりの「市民総踊・夜桜乱舞」や清水みなと祭りの「港かっぽれ」等、よさこいの流れを汲む若しくは類似したダンスイベントが既に存在するにもかかわらず、「何故今頃よさこいなのか」という疑問の声が市民など一部で上がっていた。

## 演舞会場
- 葵区
  - 呉服町通り会場
  - 青葉公園会場(青葉シンボルロード)
  - 葵区役所前会場
  - けやき通り会場
  - 新静岡センター会場
  - 駿府城公園会場
- 清水区
  - エスパルスドリームプラザデッキ会場
  - マリンパーク・オクトーバーフェスト会場

## 参加チーム数
- 2003年 第1回静岡おだっくい祭り[6]　46チーム
- 2004年 第2回静岡おだっくい祭り　54チーム
- 2005年 第3回静岡おだっくい祭り　65チーム
- 2006年 第4回静岡おだっくい祭り　69チーム
- 2007年 第5回静岡おだっくい祭り　74チーム（県外23チーム）[7]

## 備考
1. ↑  総踊り曲として御龍駆威（おだっくい）とおだっくいSANKAの2曲がある。
2. ↑  2011年大会は同年3月11日に発生した東日本大震災を鑑み、会場を駿府城公園内のみに限定して大幅に規模を縮小して開催された。
3. ↑  「静岡おだっくい祭り」とは異なり、よさこい以外にもジャズダンスやフラダンス、ヒップホップ等の雑多なジャンルのダンスチームのエントリーが可能なイベントとなっており、「よさこい」のイベントとしての色彩が若干薄らいだものとなっていた。しかし参加したチームはやはりよさこいのチームが大多数を占め､イベントとしての新鮮味が欠けたものとなっていた｡
4. ↑  「ざぁ静岡 はぐしゃれ夢まつり」のイベント名は一切使用されない。
5. ↑  「静岡はぐしゃれ夢まつり」としての実行委員会Facebookページが新たに開設されている。
6. ↑  第1回は台風の中開催された。
7. ↑  “静岡おだっくい祭り実行委員会”.   静岡新聞SBS. 2018年11月12日閲覧。